# 富途控股
フートゥーホールディングス（英: Futu Holdings Limited、中: 富途控股有限公司）は、香港、アメリカ、シンガポール、オーストラリアで、オンライン・ブローカー業務と財産管理プラットフォームを提供している香港の持株会社。2021年末現在、FUTUの最大の外部株主はテンセント。FUTUの創始者李華はテンセントの元従業員。
2019年3月8日、NASDAQに上場し、9000万ドルを集めた。会社は当初、FHLをコードとしてナスダックに上場したが、後にFUTUに変更した。
2022年、ひびき証券（現moomoo証券）を買収して日本に参入した。

## 脚註
1. ↑  “SECURITIES AND EXCHANGE COMMISSION FORM F-1 REGISTRATION STATEMENT Futu Holdings Limited”. U.S. Security and Exchange Commission. 2020年5月6日閲覧。
2. ↑  Cheng, Evelyn (2019年3月20日). “China's tech-savvy millennials are fueling interest in US stocks”. CNBC. 2021年2月2日閲覧。
3. ↑  “Futu Announces NASDAQ Ticker Symbol Change to "FUTU"”. news.usaonline.us. 2021年2月2日閲覧。
4. ↑  “テンセント出資の香港系証券、日本は最注力市場ー技術力で差別化図る”. Bloomberg (2024年5月8日). 2025年4月18日閲覧。